# Liste der Kantone im Département Creuse
Das Département Creuse liegt in der Region Nouvelle-Aquitaine in Frankreich. Es untergliedert sich in zwei Arrondissements mit 15 Wahlkreisen (französisch cantons).
Siehe auch: Liste der Gemeinden im Département Creuse

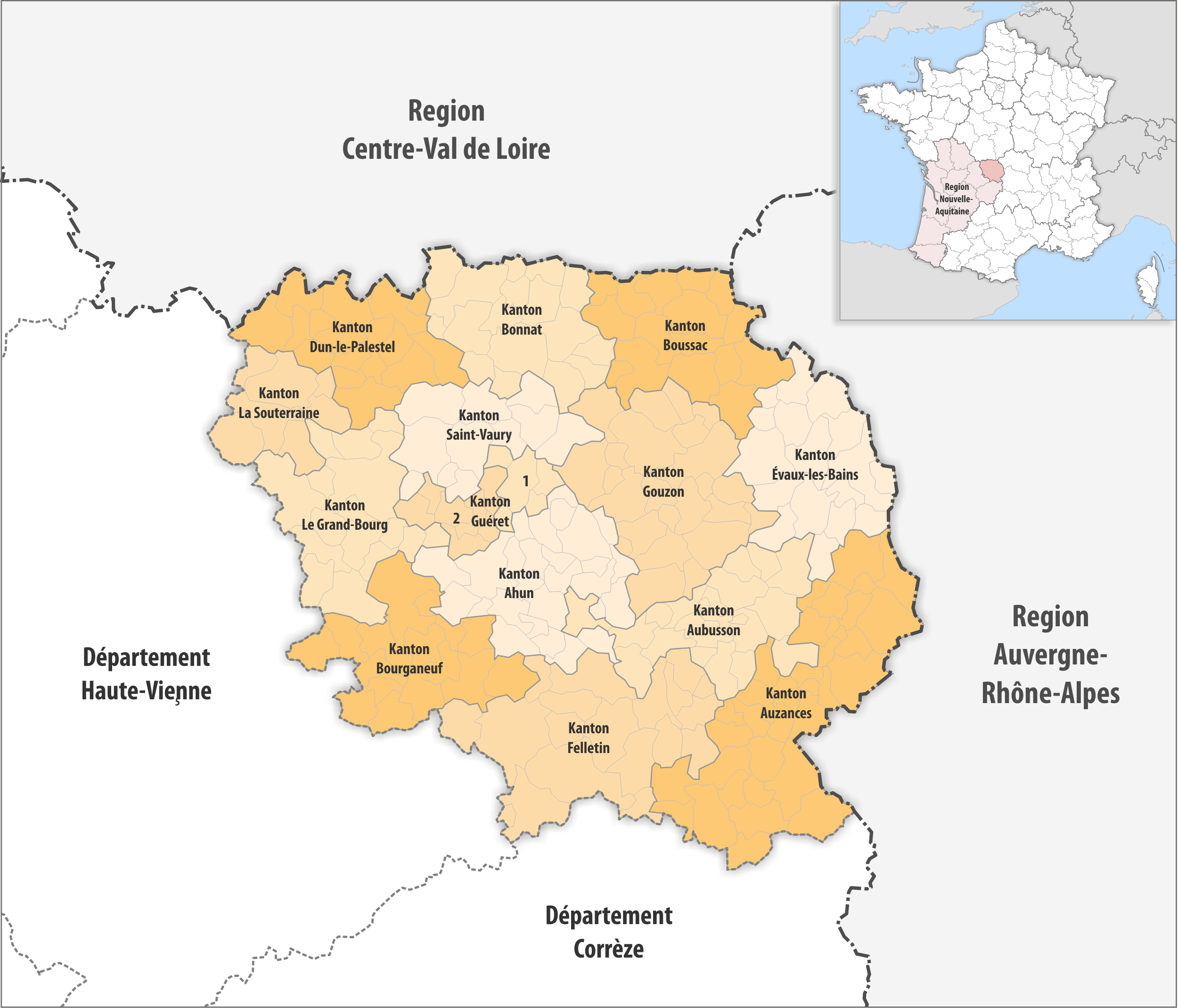
Gemeinden und Kantone im Département Creuse

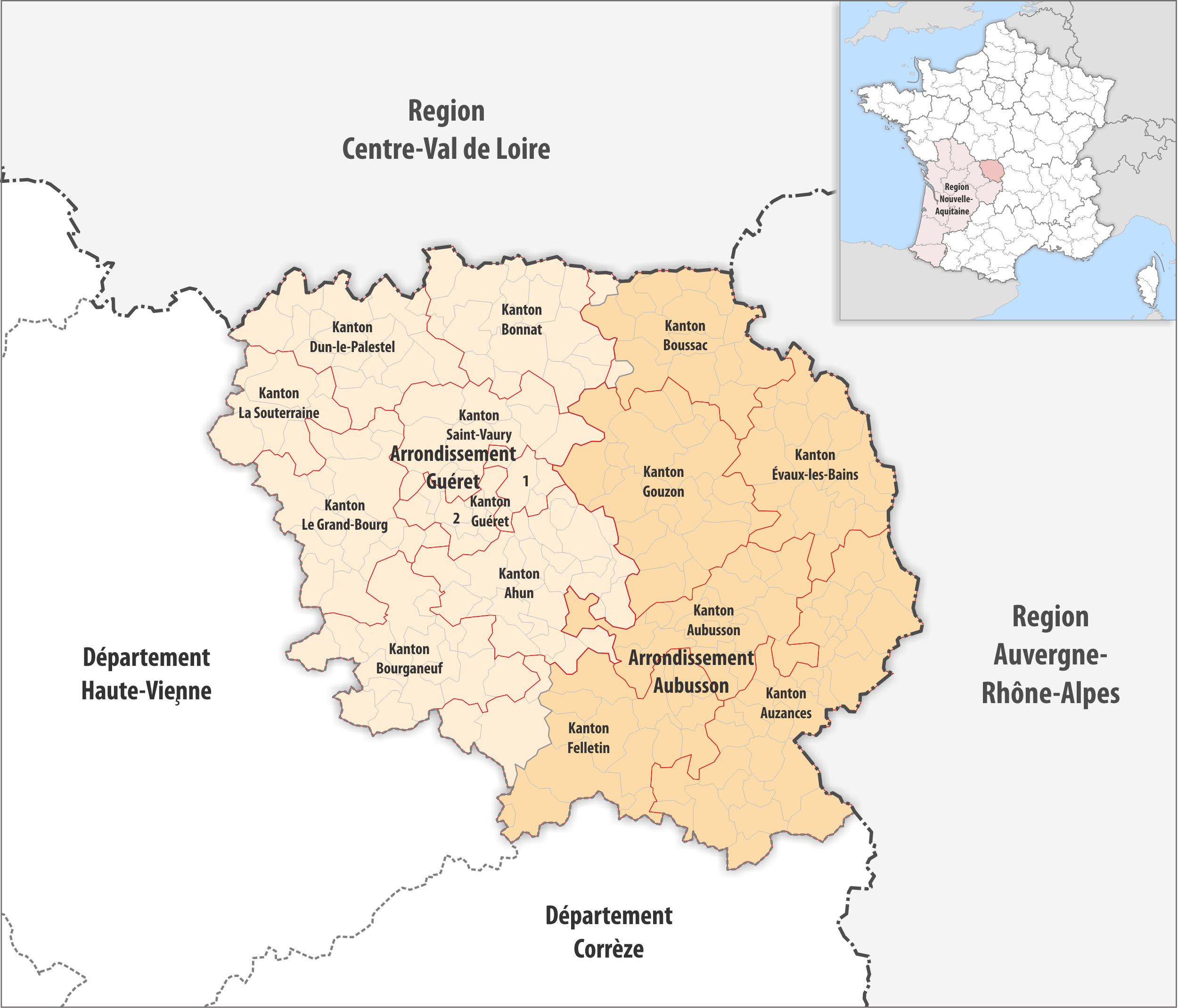
Gemeinden, Arrondissemente und Kantone im Département Creuse

| Kanton             | Gemeinden | Einwohner 1. Januar 2022 | Fläche km² | Dichte Einw./km² | Code INSEE | Arrondissement(e) |
| ------------------ | --------- | ------------------------ | ---------- | ---------------- | ---------- | ----------------- |
| Ahun               | 27        | 6.959                    | 423,88     | 16               | 2301       | Guéret            |
| Aubusson           | 21        | 8.646                    | 363,93     | 24               | 2302       | Aubusson          |
| Auzances           | 35        | 7.476                    | 702,39     | 11               | 2303       | Aubusson          |
| Bonnat             | 17        | 7.261                    | 380,16     | 19               | 2304       | Guéret            |
| Bourganeuf         | 16        | 6.138                    | 397,30     | 15               | 2305       | Guéret            |
| Boussac            | 17        | 6.214                    | 384,12     | 16               | 2306       | Aubusson, Guéret  |
| Dun-le-Palestel    | 17        | 7.487                    | 352,49     | 21               | 2307       | Guéret            |
| Évaux-les-Bains    | 17        | 6.029                    | 404,04     | 15               | 2308       | Aubusson          |
| Felletin           | 19        | 6.449                    | 577,45     | 11               | 2309       | Aubusson, Guéret  |
| Gouzon             | 24        | 9.374                    | 538,63     | 17               | 2310       | Aubusson          |
| Le Grand-Bourg     | 16        | 6.785                    | 389,41     | 17               | 2311       | Guéret            |
| Guéret-1           | 4 1⁄2     | 9.229                    | 67,23      | 137              | 2312       | Guéret            |
| Guéret-2           | 6 1⁄2     | 9.345                    | 97,23      | 96               | 2313       | Guéret            |
| Saint-Vaury        | 11        | 9.321                    | 283,76     | 33               | 2314       | Guéret            |
| La Souterraine     | 7         | 8.816                    | 203,36     | 43               | 2315       | Guéret            |
| Département Creuse | 255       | 115.529                  | 5.565,38   | 21               | 23         | –                 |

## Liste ehemaliger Kantone
Bis zum Neuzuschnitt der französischen Kantone im März 2015 war das Département Creuse wie folgt in 27 Kantone unterteilt:
| Arrondissement | Kantone |
| -------------- | --- |
| Aubusson       | Aubusson, Auzances, Beynat, Bellegarde-en-Marche, Chambon-sur-Voueize, Chénérailles, La Courtine, Crocq, Évaux-les-Bains, Felletin, Gentioux-Pigerolles, Royère-de-Vassivière, Saint-Sulpice-les-Champs    |
| Guéret         | Ahun, Bénévent-l’Abbaye, Bonnat, Bourganeuf, Boussac, Châtelus-Malvaleix, Dun-le-Palestel, Le Grand-Bourg, Guéret-Nord, Jarnages, Pontarion, Saint-Vaury, La Souterraine, Guéret-Sud-Est, Guéret-Sud-Ouest |